# Чемпіонат УРСР з футболу серед КФК 1937
Чемпіонат УРСР з футболу 1937 — футбольний турнір серед колективів фізкультури УРСР. Проходив у 6 групах, участь у змаганнях брали 45 клубів, звання чемпіона розігрували 7 найсильніших команд, що виступали в першій групі.

## 1 група
Матчі проходили з 30 липня до 12 вересня.
Підсумкова таблиця
| М  | Команда                      | І | В | Н | П | М    | О  |
| -- | ---------------------------- | - | - | - | - | ---- | -- |
| 1. | «Спартак» (Дніпропетровськ)  | 6 | 3 | 3 | 0 | 8:5  | 15 |
| 2. | «Зеніт» (Сталіно)            | 6 | 4 | 1 | 1 | 12:8 | 15 |
| 3. | «Сталінець» (Харків)         | 6 | 3 | 1 | 2 | 9:4  | 13 |
| 4. | «Авангард» (Краматорськ)     | 6 | 2 | 2 | 2 | 9:6  | 12 |
| 5. | «Крила Рад» (Запоріжжя)      | 6 | 1 | 3 | 2 | 9:10 | 11 |
| 6. | «Суднобудівник-2» (Миколаїв) | 6 | 1 | 2 | 3 | 6:14 | 10 |
| 7. | «Вимпел» (Київ)              | 6 | 1 | 0 | 5 | 8:14 | 7  |

Примітки:
- «Вимпел» (Київ) не з'явився на матч із клубом «Спартак» (Дніпропетровськ);
- за перемогу — 3 очки, нічию — 2 очки, поразку — 1 очко, неявку — 0 очок.

Матч за перше місце: «Спартак» (Дніпропетровськ) — «Зеніт» (Сталіно) 2 : 0.
«Спартак» (Дніпропетровськ): Леонтьєв, Котков, Остряров, Родос, Садовський, Коломийцев, Череватенко, Тесленко, Майзель, Вагонов, Луговий, Цадіков, Башкіров.

## 2 група
Матчі проходили з 18 серпня до 12 вересня.
Підсумкова таблиця
| М  | Команда                      | І                    | В                    | Н                    | П                    | М                    | О                    |
| -- | ---------------------------- | -------------------- | -------------------- | -------------------- | -------------------- | -------------------- | -------------------- |
| 1. | «Дзержинець» (Ворошиловград) | 5                    | 4                    | 1                    | 0                    | 21:6                 | 14                   |
| 2. | «Сталь» (Дніпродзержинськ)   | 5                    | 3                    | 1                    | 1                    | 17:7                 | 12                   |
| 3. | «Рот-фронт» (Кривий Ріг)     | 5                    | 3                    | 1                    | 1                    | 6:10                 | 12                   |
| 4. | «Авангард» (Горлівка)        | 5                    | 2                    | 1                    | 2                    | 13:12                | 10                   |
| 5. | «Стахановець» (Серго)        | 5                    | 1                    | 0                    | 4                    | 2:15                 | 7                    |
| 6. | «Спартак» (Вінниця)*         | 5                    | 0                    | 0                    | 5                    | 4:13                 | 4                    |
| 7. | «Спартак» (Чернігів)         | знявся після 1 туру. | знявся після 1 туру. | знявся після 1 туру. | знявся після 1 туру. | знявся після 1 туру. | знявся після 1 туру. |

- «Спартак» (Вінниця) не з'явився на матч із клубом «Стахановець» (Серго).

«Сталь» (Костянтинівка) не взяла участі у змаганнях, оскільки була включена до групи «Г».

## 3 група
Матчі проходили з 12 серпня до вересня.
1/4 фіналу.
- Ворошиловськ («Сталь») — Куп'янськ 7 : 1 (або 7 : 0).
- Полтава — Херсон 4 : 0.
- Тирасполь — Житомир 4 : 1.
- Кам'янець-Подільськ — Могилів-Подільський + : - (неявка).

Втішні матчі
1/2 фіналу.
- Херсон — Куп'янськ + : — (неявка).

Матч за 5-е місце
- Житомир — Херсон 4 : 1 (або 5 : 1)

1/2 фіналу.
- Ворошиловськ («Сталь») — Полтава + : - (неявка).
- Тирасполь — Кам'янець-Подільськ 4 : 1.

Фінал.
- Ворошиловськ («Сталь») — Тирасполь 4 : 2.

Підсумкова таблиця
| М  | Команда             |
| -- | ------------------- |
| 1. | Алчевськ («Сталь»)  |
| 2. | Тирасполь           |
| 3. | Кам'янець-Подільськ |
| 4. | Полтава             |
| 5. | Житомир             |
| 6. | Херсон              |
| 7. | Куп'янськ           |
| —  | Могилів-Подільський |

## 4 група
Матчі проходили з 12 серпня до вересня.
1/4 фіналу.
- Бердичів — Шостка + : - (неявка).
- Суми — Конотоп 1 : 2.
- Сталь (Макіївка) — Чистякове 2 : 1.
- Орджонікідзе — Кременчук 5 : 1.

Втішні матчі
1/2 фіналу.
- Чистякове — Кременчук 1 : 4.

Матч за 5-е місце.
- Суми — Кременчук + : - (неявка).

1/2 фіналу.
- Бердичів — Конотоп 2 : 1.
- Сталь (Макіївка) — Орджонікідзе 2 : 1.

Матч за 3-е місце.
- Орджонікідзе — Конотоп 7 : 0.

Фінал.
- Бердичів — Сталь (Макіївка) 1 : 5.

Підсумкова таблиця
| М  | Команда          |
| -- | ---------------- |
| 1. | Сталь (Макіївка) |
| 2. | Бердичів         |
| 3. | Орджонікідзе     |
| 4. | Конотоп          |
| 5. | Суми             |
| 6. | Кременчук        |
| 7. | Чистякове        |
| —  | Шостка           |

## 5 група
Матчі проходили з 12 серпня до вересня.
1/4 фіналу.
- Слов'янськ — Старобільськ 1:2
- Вознесенськ — Кірово 1:0
- Бердянськ — Маріуполь +:- (неявка)
- Дружківка — Красний Луч 3:1

Втішні матчі
1/2 фіналу.
- Кірово — Слов'янськ + : - (неявка).

Матч за 5-е місце
- Красний Луч — Кірово + : - (неявка).

1/2 фіналу.
- Старобільськ — Вознесенськ 1:2
- Бердянськ — Дружківка 2:1

Матч за 3-є місце
- Старобільськ — Дружківка 0:3

Фінал.
- Вознесенськ — Бердянськ 1:0

Підсумкова таблиця
| М  | Команда      |
| -- | ------------ |
| 1. | Вознесенськ  |
| 2. | Бердянськ    |
| 3. | Дружківка    |
| 4. | Старобільськ |
| 5. | Красний Луч  |
| 6. | Кірово       |
| 7. | Слов'янськ   |
| —  | Маріуполь    |

## 6 група
Матчі проходили з 12 серпня до вересня.
1/4 фіналу.
- Постишеве — Рубіжне 2:1
- Синельникове — Мелітополь +:- (неявка)
- Козятин — Коростень 1:3
- Новоград-Волинський — Умань 4:2

Втішні матчі
1/2 фіналу.
- Умань — Козятин + : - (неявка).

Матч за 5-е місце
- Умань — Рубіжне + : - (неявка).

1/2 фіналу.
- Постишеве — Синельникове 7:1
- Коростень — Новоград-Волинський 0:1

Матч за 3-є місце
- Коростень — Синельникове + : - (неявка).

Фінал
- Постишеве — Новоград-Волинський 2:1

Підсумкова таблиця
| М  | Команда             |
| -- | ------------------- |
| 1. | Постишеве           |
| 2. | Новоград-Волинський |
| 3. | Коростень           |
| 4. | Синельникове        |
| 5. | Умань               |
| 6. | Рубіжне             |
| 7. | Козятин             |
| —  | Мелітополь          |